# 教科の一覧
<教育関係記事一覧
教科の一覧（きょうかのいちらん）は、日本の現在および過去の教科とその分野の一覧である。なお、一部には、教科以外のものも含めてある。
各教科ごとに独立して記事になっているものは、Category:教科にも掲載されているので、あわせて参照のこと。

## 分野による教科等の体系
人文科学・社会科学・自然科学・総合科学・応用科学に分類した。以下には、学校教育法下で設けられた教科で現在は存在しない教科等を「過去」、学校教育法が施行される以前の旧制学校に設けられた教科等を「旧制」と記した。

### 人文科学
- 国語（初等・前期中等教育では下記の内容を一括して扱う）
  - 現代の国語（現行）
  - 言語文化（現行）
  - 論理国語（現行）
  - 文学国語（現行）
  - 古典探究（現行）
  - 国語表現（現行）
  - 国語総合（高校1年次旧科目）
    - 現代文
    - 古典 - 漢文を含む
    - そのほか国語表現など国語に関して総合的に学習を行う。学校現場では現代文と古典に分けてそれぞれ教員が教える形態が多い。

  - 現代文AB（過去は現代国語、高校2年次以降旧科目） - 擬古文を含む明治時代以降の文章
  - 国語表現（旧科目） - 文章表現、かつては日本語などの科目もあった。
  - 古典AB（高校2年次以降旧科目）
    - 古文
    - 漢文

  - 書写（旧制では習字）（小中学校のみ）
  - 読書（旧制）
  - 作文（旧制）
- 国民科（旧制）
- 外国語 - 外国・言語（様々な言語があるが大学入学共通テストを実施しているのは5言語）
  - 英語（大学入学共通テスト実施）
    - コミュニケーション英語基礎・I,II,III（旧科目）
    - 英語コミュニケーションⅠ・Ⅱ・Ⅲ（現行）
    - 英語表現Ⅰ・Ⅱ・III（旧科目）
    - 論理・表現Ⅰ・Ⅱ・Ⅲ（現行）
    - 英会話
    - 総合英語
    - 英語A
    - 英語B
    - リーディング（過去）
    - ライティング（過去）
    - オーラルコミュニケーション（過去）

  - フランス語（大学入学共通テスト実施）
  - ドイツ語（大学入学共通テスト実施）
  - 中国語（大学入学共通テスト実施）
  - 朝鮮語（大学入学共通テスト実施）
  - ロシア語・スペイン語・ポルトガル語などを開設している学校がある。
- 社会（初等・前期中等教育では以下の内容を一括して扱う）
  - 地理歴史（高校からは独立した教科となる）
    - 歴史
      - 歴史総合 - 主に近現代の歴史について、世界史と日本史の両方を扱う。
      - 世界史探究 - 世界の歴史。
        - 東洋史（過去） - 東洋の歴史
        - 西洋史（過去） - 西洋の歴史

      - 日本史探究（過去は国史、旧制では日本歴史） - 日本の歴史。

    - 地理
      - 地理総合
      - 地理探究
      - 人文地理（過去） - 人文地理学
      - 日本地理（旧制） - 日本各地の都市・産業・交通・地形・気候・植生など
      - 外国地理（旧制） - 世界各国の都市・産業・交通・地形・気候・植生など

  - 公民（高校からは独立した教科となる）
    -  公共（2022年度入学生から） / 現代社会（過去は時事問題） - 現代日本の社会制度・構造・問題全般、国際社会、青年の心理。
    -  倫理（過去は倫理社会、宗教系学校以外） - 心理学・哲学史・応用倫理学
- 芸術（旧制では芸能）
  - 美術（中等教育）
  - 工芸（後期中等教育のみ、旧制では手工）
  - 書道（後期中等教育のみ、旧制では習字）
  - 書写
  - 図画工作（現在は初等教育のみ）
    - 図画（過去）
    - 工作（過去）

  - 音楽（旧制では唱歌）
    - 器楽合奏 - 器楽、合奏
    - 調律（特殊教育の専門教育）
- 宗教（私立学校のみ）
  - 仏教（仏教系学校のみ）
  - 神道（神道系学校のみ）
  - 天理教（天理教系学校のみ）
  - キリスト教（キリスト系学校のみ）
    - 聖書
    - 礼拝
- 道徳（特別の教科、旧制では修身）

### 社会科学
- 社会
  - 公民
    - 政治経済 - 政治学・経済学
- 商業（専門教育）
  - 流通サービス
    - マーケティング
    - 経済活動と法
    - （特殊教育の専門教育） - 流通・サービス

  - 情報処理 - 情報学・情報ビジネス・プログラミング
  - 簿記
  - 財務会計
  - 原価計算
  - 計算実務（珠算） - 実務的計算
  - 総合実践
  - 商業実習
- 福祉（専門教育）
  - 社会福祉基礎
    - 福祉実習

### 自然科学
- 数学（中等教育。ただし、後期中等教育では下記のように分割される）
  - 数学代数
  - 数学幾何
  - 数学I - 代数学・集合論（論理学）・三角関数・関数（二次関数）・統計学　※いわゆる初等数学
  - 数学II - 代数学・解析幾何学・微分積分学・関数（三角関数・指数関数・対数)
  - 数学III - 極限・関数（分数関数・無理関数）・微分積分学
  - 数学A - 初等幾何学・確率論・整数論
  - 数学B - 数列・統計学（確率論）・データ解析
  - 数学C - 線型代数学（ベクトル）・二次曲線（媒介変数・極座標）・複素数平面・統計学（離散数学・行列）
  - 数学基礎（過去） - 数学史・数学パズルなど
  - 数学活用（過去） - 数学と人類の活動、社会生活における数学的な考察
  - 代数・幾何（過去） - 線型代数（ベクトル・行列・線型写像）・二次曲線
    - 幾何学（過去）

  - 解析・基礎解析（過去）- 数列・微分積分学・関数（三角関数・指数関数・対数関数）
  - 微分・積分（過去） - 微分・積分法
  - 確率・統計（過去） - 確率論・統計学
  - 一般数学（過去） - 代数学・幾何学・関数・確率・統計・会計
  - 応用数学（過去） - 線型代数・数列・微分積分学・確率・統計・コンピュータ・オペレーションズ・リサーチ
- 算数（初等教育、旧制では算術）
- 理科 - 前期中等教育では1分野（物理・化学）と2分野（生物・地学）の2系統に分けて学習する。
  - 理科1 - 物理・化学
  - 理科2 - 生物・地学
  - 科学と人間生活 - 科学史・テクノロジー
  - 物理基礎
  - 物理 - 古典力学・熱力学・波動・電磁気学・原子物理学
  - 化学基礎
  - 化学 - 理論化学・無機化学・有機化学・高分子化学
  - 生物基礎
  - 生物 - 細胞生物学・形態学・遺伝学・生態学
  - 地学基礎
  - 地学 - 地質学・古生物学・地球物理学（気象学など）・天文学・自然地理学
  - 理数探究基礎
  - 理科課題研究
  - 理科総合（過去、旧総合理科）
  - 理科I、理科II（過去）
  - 1A科目（過去）
- 理数（専門教育）

### 総合科学
- 技術・家庭 - 職業・家庭（職業・家庭は特別支援教育）
  - 技術（前期中等教育のみ） - 園芸・工学（木材加工・金属加工・電子工作など）・ソフトウェアの利用
  - 家庭 - 料理・裁縫・家政学（食物・被宅学・住居学・消費者教育・保育など）
    - 家庭基礎（後期中等教育のみ）
    - 家庭総合（後期中等教育のみ）
    - 生活技術（旧「生活デザイン」、後期中等教育のみ）
    - 家庭(専門教科)（フードデザイン・ファッションデザイン・リビングデザイン・家庭看護・福祉・調理など）
    - 家政（特別支援教育の専門教育、旧制では家事）
    - 被服（特別支援教育の専門教育、旧制では裁縫）
    - 家庭実習

  - 職業（特別支援教育）
    - 職業実習
    - 職業指導
- 生活（初等教育1・2年のみ） - 理科・社会と遊びの要素・生活に関する要素を合わせて出来た教科。
- 情報（後期中等教育のみ）
  - 情報I（現行）
  - 情報II（現行）
  - 社会と情報（旧科目）
  - 情報の科学（旧科目）
  - 情報実習
- 学校設定教科（後期中等教育のみ）
- その他特に必要な教科（前期中等教育の選択教科のみ）
- 特殊技芸（特別支援教育の専門教育）
- 体育（初等教育）、保健体育（中等教育）
  - 体育（旧制では体錬・修練） - 球技・陸上競技・体操・水泳
    - 体操（旧制）
    - 武道（旧制）
      - 柔道（後期中等教育のみ、選択）
      - 剣道（後期中等教育のみ、選択）

  - 保健
- 自由研究（過去）
- 総合的な学習の時間（教科以外の課程） - 国際理解教育・情報・環境・福祉・健康などについての総合的・学際的学習
- 特別活動（教科以外の課程、過去は特別教育活動）
  - 学級活動（初等教育・前期中等教育）・ホームルーム活動（後期中等教育）
  - 児童会活動（初等教育）・生徒会活動（中等教育）、・クラブ活動・委員会活動（初等教育のみ、かつては中学校もあったが、部活動で代替することが出来るようになった・学校行事
  - 総合学習
- 自立活動（教科以外の課程、特別支援教育）

### 応用科学
- 実業（旧制）
- 看護（専門教育）
  - 看護実習
- 保健理療（特別支援教育の専門教育）
  - 理療（特別支援教育の専門教育）
- 理学療法（特別支援教育の専門教育） - リハビリテーション、マッサージ、各種療法の教育
- 歯科技工（特別支援教育の専門教育） - 義歯や差し歯など歯科技工についての教育
- 理容美容（特別支援教育の専門教育） - 理美容師養成のための教育
- 工業（専門教育）
  - 印刷（特別支援教育の専門教育）
  - クリーニング（特別支援教育の専門教育）
  - 情報技術
  - 建築（建築科）
  - インテリア（インテリア科）
  - デザイン（デザイン科）
  - 機械（機械科）
  - 電気（電気科）
  - 電子（電子科）
  - 電波（過去、電波工業高等専門学校へ移行）
  - 工業実習
- 農業（専門教育）
  - 園芸（園芸科）
  - 果樹（果樹科）
  - 畜産（畜産科）
  - 農業実習
- 水産（専門教育）
  - 海洋（海洋科）
  - 航海（航海科）
  - 機関（機関科）
  - 無線通信（無線通信科）
  - 水産実習
- 商船（専門教育、過去、商船高等専門学校へ移行。なお、免許状は現在でも授与）
  - 商船実習

## 学校種別ごとの開講教科
- 小学校・義務教育学校の前期課程・特別支援学校の小学部
  - 国語・社会・外国語（2018年以降段階的に実施）・算数・理科・生活・音楽・図画工作・家庭・体育 ・道徳
  - 知的障害者を教育する特別支援学校では、「社会」・「理科」・「家庭」は設けられていない[1]。
- 中学校・中等教育学校の前期課程・ 義務教育学校の後期課程・特別支援学校の中学部
  - 国語・社会・数学・理科・音楽・外国語・美術・保健体育・技術・家庭、道徳、その他特に必要な教科（選択教科のみ）
  - 知的障害者を教育する特別支援学校では、「技術・家庭」ではなく、「職業・家庭」で構成されており、「技術」に関する分野は設けられていない。
- 高等学校・中等教育学校の後期課程・特別支援学校の高等部
  - 普通教科
    - 国語・地理歴史・公民・数学・理科・外国語・保健体育・芸術・家庭・情報・学校設定教科
    - 知的障害者を教育する特別支援学校では、「地理歴史」および「公民」の代わりに「社会」・「芸術」の代わりに「音楽」と「美術」が設けられ、これらに加えて「職業」も設けられている。

  - 専門教科
    - 農業・工業・商業・水産・家庭・看護・情報・福祉・外国語・理数・体育・音楽・美術・学校設定教科
    - 視覚障害者を教育する特別支援学校では、調律・保健理療・理療・理学療法も構成。
    - 聴覚障害者を教育する特別支援学校では、印刷・理容美容・クリーニング・歯科技工も構成。
    - 知的障害者を教育する特別支援学校では、家政・農業・工業・福祉・流通・サービスのみで構成。
- 教科以外の活動…特別支援教育においては「領域」と称するが、知的障害教育部門では、さらに、教科と領域を統合した「教科・領域を合わせた指導」という部門が存在する。
  - 道徳
  - 特別活動
  - 総合的な学習の時間
  - 自立活動（特別支援学校及び幼稚園（広義的には認定こども園を含む）・小学校・中学校・中等教育学校・高等学校に設置された特別支援学級・通級指導教室において実施）
  - 外国語活動(小学校でのみ教科外活動)
  - 日常生活の指導
  - 生活単元学習
  - 作業学習
  - 遊びの指導
  - 宗教（私立学校のみ）